# 永田睦子
永田睦子（日语：／ Nagata Mutsuko，1976年9月16日—），日本女子篮球运动员，曾代表日本参加1996年夏季奥林匹克运动会和2004年夏季奥林匹克运动会女子篮球比赛。